# Marianne de Dulac
Vous lisez un « article de qualité » labellisé en 2025.
La Marianne de Dulac, également appelée Marianne de Londres, est une série de timbres postaux d'usage courant, à l'effigie de Marianne, figure allégorique de la République française, conçue à la demande du général de Gaulle avec l'accord du gouvernement britannique en 1943 et portant une croix de Lorraine. Cette série fait partie de celles destinées à remplacer les timbres à l'effigie de Philippe Pétain ou célébrant les valeurs du régime de Vichy.
Ces timbres, qui doivent être représentatifs de la France d'après-guerre, et de la paix retrouvée, symbolisée par deux frises de rameaux d'olivier, sont dessinés par l'illustrateur Edmond Dulac et imprimés à Londres. La gravure en taille-douce est une première pour un timbre français d'usage courant.
La série sert dans la France libérée à partir du 16 septembre 1944, notamment le timbre rose à 1,50 francs qui affranchit les lettres « simples » et en 1945 pour les dix-neuf autres à valeurs allant de 50 centimes à 50 francs. Le 17 août 1946, les timbres sont retirés de la vente, sauf le 50 francs vendu jusqu’au 15 novembre 1947 ; ils restent toutefois utilisables au-delà de ces dates et gardent leur pouvoir d'affranchissement.
Les vignettes de cette série ont été imprimées à environ 779 millions d’exemplaires, toutes valeurs confondues, bien qu'un tirage bien plus important ait été prévu à l'origine. Ces timbres sont finalement peu utilisés sur le courrier car, les tarifs postaux évoluant, ils ne correspondent plus aux besoins — seul le 1,50 francs a une réelle utilité postale — et sont « concurrencés » par d'autres séries : ils sont pour cette raison très recherchés par les collectionneurs quand ils sont oblitérés sur lettres et alimentent surtout le marché philatélique à l'état neuf.
La Marianne de Dulac est reprise sur des timbres postaux français en 1994, 2005, 2015 et 2025 à l'occasion d'anniversaires décennaux de son émission.

## Genèse de la série

### De nouveaux timbres pour la France libérée
Depuis Londres et Alger, Charles de Gaulle, la France libre et le Comité national français puis le Comité français de libération nationale commencent dès 1940 à imaginer les structures administratives de la France libérée, ne reprenant de la précédente architecture que ce qui est indispensable et politiquement acceptable ; ces orientations sont traduites dans une série d'ordonnances, dont celle du 12 avril 1944. Il s'agit également d'assurer, le moment venu, une circulation normale des personnes et des biens. Dans ce domaine, se pose entre autres le problème de l'acheminement du courrier alors que le personnel, les infrastructures postales (grands centres de tri) et le matériel (transport, fournitures) sont éprouvés par la guerre. De plus, la crainte d'une pénurie de timbres-poste se fait jour car il est hors de question, pour des raisons tant symboliques qu'économiques, de laisser en circulation les séries de timbres à l'effigie de Philippe Pétain ou célébrant les valeurs portées par le régime de Vichy.
D'autre part, De Gaulle refuse le projet américain d'administration de la France par le gouvernement militaire allié des territoires occupés (AMGOT) et, avec lui, l’utilisation des timbres libellés en anglais que doivent apporter les troupes du débarquement de Normandie. Ces timbres sont cependant mis en service après d'âpres négociations et de profondes modifications ménageant les susceptibilités des uns et des autres ; ils constituent les deux séries Arc de Triomphe, imprimées aux États-Unis. Leurs tirages limités imposent toutefois de multiplier les séries provisoires de provenances diverses car la France ne souhaite pas dépendre des seuls Américains pour son approvisionnement en timbres-poste en attendant le moment où elle pourra être autonome dans ce domaine.

### Une «Marianne» comme symbole républicain

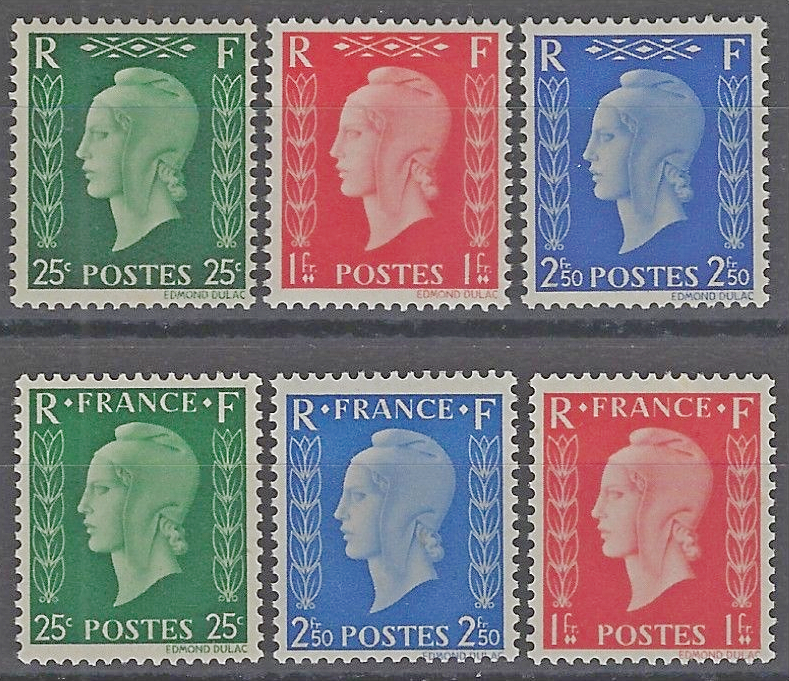
Épreuves non retenues de la Marianne de Dulac.

Sollicité par De Gaulle, le gouvernement britannique accepte que, sur son sol, soit étudiée la conception et menée à bien la fabrication de timbres de substitution, en fonction des exigences et des besoins français. Edmond Dulac est un peintre français d'origine toulousaine installé à Londres en 1904 et naturalisé britannique en 1912 ; pour l'occasion, il a anglicisé son prénom en « Edmund ». Dulac dessine depuis 1936 des timbres pour la poste britannique dont, en 1940, un projet non concrétisé de timbre célébrant l'alliance franco-britannique au début de la Seconde Guerre mondiale ; ce type est adapté de la « version » française dessinée par Henry Cheffer,. C'est ainsi que le peintre est présenté à De Gaulle fin 1940 ou en 1942.
Il semble que Marianne, allégorie de la République et figure « garante de la démocratie et de la grandeur nationale voulue par De Gaulle »,, ait rapidement été retenue par les deux hommes comme sujet du timbre. Ce choix permet de renouer avec une tradition en vigueur depuis la chute de Napoléon III jusqu'à la mise en place du régime de Vichy et qui veut qu'aucun personnage vivant ne soit représenté sur un timbre ou un billet de banque français, ce qui constitue également une rupture symbolique avec le précédent régime,.
Dulac établit en 1942 un premier projet, assez proche du dessin définitif notamment pour ce qui est du motif central, mais avec les légendes « POSTES » et « FRANCE » qui peuvent entraîner une confusion avec les timbres du régime de Vichy légendés « POSTES FRANÇAISES » : il n'est pas adopté. Des feuilles d'essai portant sur deux types différents de trois valeurs chacun, aux couleurs des timbres anglais correspondant aux mêmes classes d'affranchissement (journaux, lettres intérieures, lettres pour l'étranger), sont imprimées en héliogravure par Harrison and Sons (High Wycombe, Buckinghamshire) ; portant peut-être sur 15 000 timbres au total, elles se retrouvent ultérieurement sur le marché philatélique aux États-Unis,.

### Un concours pour choisir le projet
En décembre 1943, un concours est lancé par François de Menthon, commissaire à la Justice au sein du Comité français de libération nationale (CFLN) à Alger, pour établir le dessin de nouveaux timbres. Un cahier des charges précis impose entre autres la présence de la croix de Lorraine, des lettres « RF » (pour République Française) et du mot « POSTES » ; le sujet des timbres doit « exprimer les idées générales inspirées, soit des motifs de certains timbres déjà émis : effigie de la République, la Semeuse, les Droits de l’Homme, etc., soit de la situation actuelle de la France sortant de l’ombre […] avec son esprit de résistance et sa foi dans un avenir où elle reprendra son rôle de grande nation ».
Dulac, qui est peut-être le seul candidat de ce concours, avec une version remaniée de son projet initial, est logiquement retenu le 10 février 1944 mais n'est informé de cette décision que le 6 mai suivant. Sur cette base, le marché est confié à l'imprimeur britannique Thomas De La Rue, à Londres, qui doit réaliser les timbres en taille-douce. La localisation londonienne de l'imprimerie fait que cette série est parfois dénommée Marianne de Londres, en référence à la Marianne d'Alger.

## Description

### Dessin et gravure: lePenny Blackcomme source d'inspiration
La Marianne de Dulac est la deuxième série postale d'usage courant à représenter sans équivoque Marianne juste après la Marianne d'Alger dessinée par Louis Fernez et dont les premiers exemplaires circulent en mars 1944 en Corse.
| - Penny Black. - Marianne de Dulac, 30 centimes. |

La composition générale du timbre, très classique, offre de fortes similitudes avec le Penny Black, premier timbre au monde, émis au Royaume-Uni en 1840 (gravure en taille-douce, burelages et guillochis latéraux, inscription ou motif dans chaque angle, portrait central de profil gauche).
Le timbre de Dulac représente le profil gauche d’une tête de Marianne, coiffée d'un bonnet phrygien, encadrée de deux rameaux d'olivier symbolisant le retour de la paix. En bas figurent la valeur faciale et le mot « POSTES ». En haut se trouvent la mention « RF » et une croix de Lorraine, exigées par le cahier des charges. Sur cette série destinée à la France, Dulac reprend exceptionnellement son prénom d'origine et les timbres sont signés « EDMOND DULAC ». Le nom du graveur n'est pas connu ; peut-être est-ce Edmond Dulac lui-même, mais il pourrait s'agir avec plus de vraisemblance de Leonard Vincent Philips qui a longtemps travaillé pour Thomas De La Rue sans jamais signer ses timbres.
Léa Rixens, fille du peintre André Rixens, cousine et veuve de Paul-Émile Rixens qui étudia à l'école supérieure des beaux-arts de Toulouse en même temps qu'Edmond Dulac, a servi de modèle pour ce timbre,. Dulac utilise à cet effet des dessins de Léa qu'il avait réalisés avant la Première Guerre mondiale lors d'un séjour à Londres de la jeune femme et de son mari.

### Caractéristiques générales et variétés

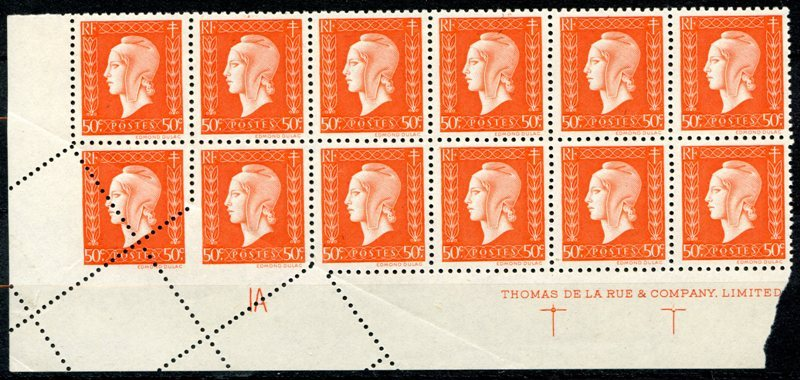
Piquage oblique (feuille de timbres pliée avant la perforation).

Les timbres, mesurant au total 23 × 26 mm, sont dentelés 11½ x 12½. Ils sont imprimés en taille-douce à plat, par feuilles de 200 (vingt rangées de dix timbres) ; si le nom de l'imprimeur et des repères de tirages figurent dans les marges des feuilles, la date d'impression n'est pas mentionnée. La réalisation « en lignes » de la perforation — dentelures verticale et horizontale sont effectuées en deux opérations distinctes — ne favorise pas l'obtention de timbres aux coins réguliers.
Les principales variétés accidentelles consistent en des impressions sur du papier mince et translucide ou au contraire épais et poreux, des nuances de couleur connues sur la moitié des valeurs, des défauts de dentelure (piquage à cheval ou oblique, dentelure partiellement ou totalement absente) ainsi que des impressions recto-verso (verso du timbre imprimé, mais l'image est moins nette ou plus terne) ou des décalques au verso du timbre (image inversée de mauvaise qualité).

## Émission et usages postaux

### Commande revue à la baisse
Onze timbres sont initialement prévus, nombre porté à vingt dans un second temps. Des propositions de couleurs sont faites sur un nuancier composé de deux fiches cartonnées établies par De La Rue, intitulées « COMITE FRANCAIS DE LA LIBERATION NATIONALE STAMPS », datées des 26 mai et 11 juillet 1944 et sur lesquelles sont collées onze et neuf vignettes qui représentent une tête de Minerve casquée ; si les valeurs sont bien celles retenues pour la série, les couleurs ne sont pas définitives.
Les premières épreuves sont présentées vers le 15 juin 1944 après accord des autorités britanniques pour la fourniture du papier ; les premiers timbres sont imprimés dans la première quinzaine d'août. L'Agence comptable des timbres-poste coloniaux, installée à Londres, est chargée de réceptionner les feuilles imprimées, de les emballer, de les stocker et de procéder à leur expédition vers la France au fur et à mesure de la libération de nouveau territoires. Le timbre à 1,50 francs est réalisé en priorité. Paris étant libéré le 25 août 1944, les premières caisses, soit cinq millions de timbres, traversent la Manche le 12 septembre à destination de l'Atelier général du timbre, boulevard Brune, et le timbre est émis le 16 septembre 1944 ; une rupture du stock de papier diffère alors l'impression du reste de la série. La mise en circulation des dix-neuf autres valeurs s'échelonne de mars à novembre 1945 en quatre « vagues » successives.
La quantité de timbres à imprimer, toutes valeurs confondues, est initialement fixée à 1 400 000 000 mais en raison du retard pris et de l'impression d'autres types de timbres, la commande est réduite à 779 000 000 timbres environ, dont 250 000 000 pour le seul 1,50 francs rose (affranchissement d'une lettre simple de moins de 20 g à l'intérieur de la France métropolitaine en 1942) ; l'impression de 45 millions de timbres destinés aux colonies avec des légendes spécifiques à chacune d'entre elles est abandonnée en octobre 1944 comme le suggère Tony Mayer, chef du service des timbres à Londres, ce qui permet de réduire fortement le nombre de matrices à fabriquer,. Les volumes de vente ne sont connus pour aucune valeur de la série.

### Série mal adaptée aux tarifs

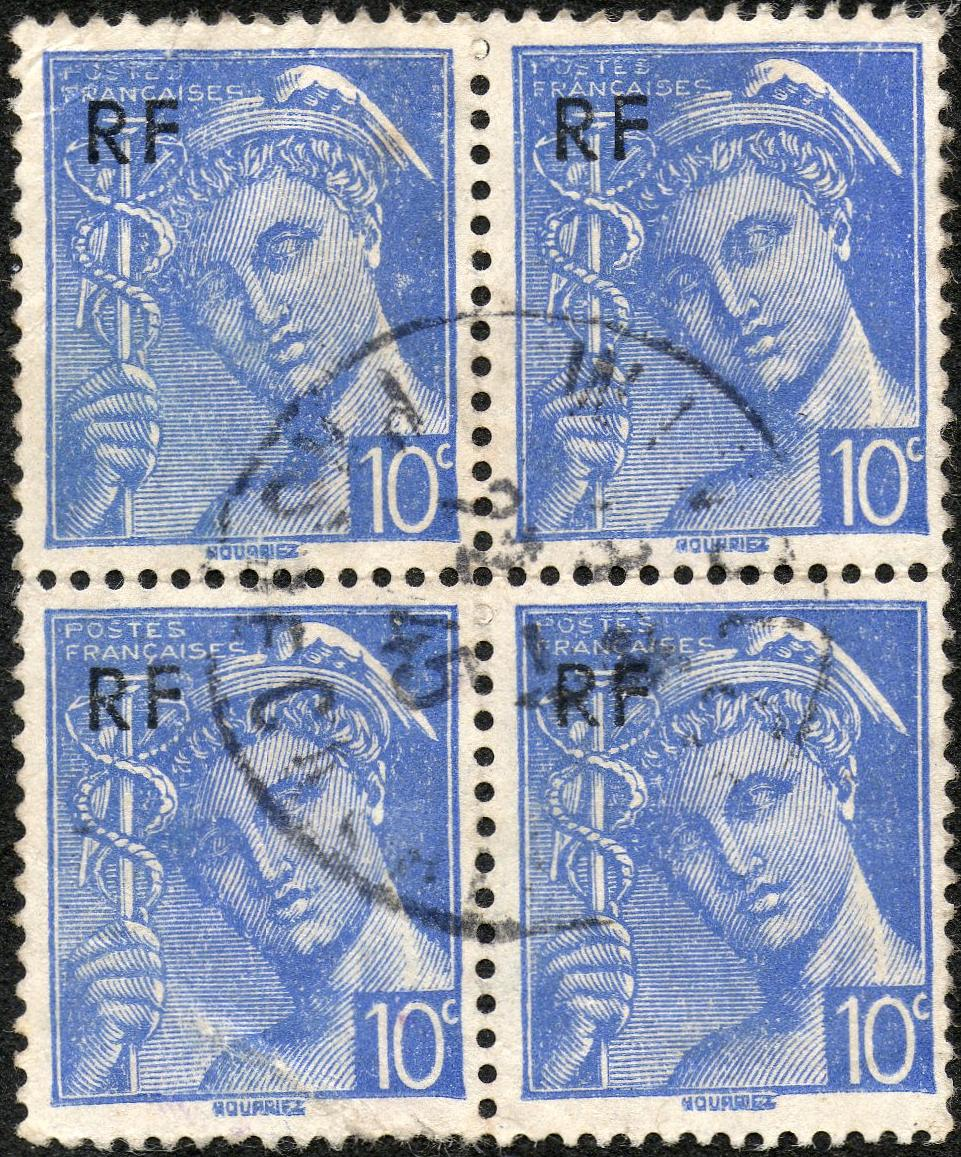
Type Mercure avec surcharge RF.

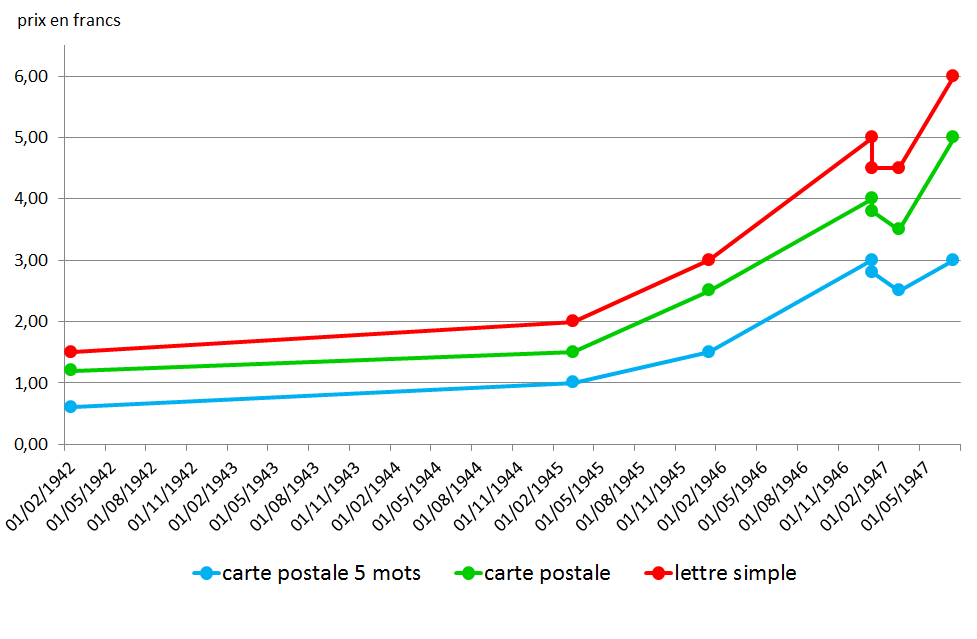
Extrait des tarifs postaux français.

Les vingt valeurs faciales sont choisies en fonction des tarifs d'affranchissement entrés en vigueur en France le 5 janvier 1942. Or, en 1945, lorsque les timbres sont émis, les tarifs ont bien changé ; ils sont à nouveau modifiés à plusieurs reprises dans les deux années suivantes et les Marianne de Dulac servent peu et rarement seules sur pli, exception faite du 1,50 franc sur lettre simple, puis sur carte postale et enfin carte postale cinq mots en complément d'affranchissement.
De plus, la France libérée ne connaît pas de pénurie de timbres malgré la démonétisation des vignettes à l'effigie de Pétain ou célébrant les valeurs du régime de Vichy survenue le 1er novembre 1944 — ce sont parmi les rares séries françaises à perdre leur valeur d'affranchissement et il est possible de les échanger contre les nouvelles séries — ; en effet, lors de la libération de Paris, l’Atelier général du timbre est retrouvé intact et il est possible de réimprimer des timbres aux anciens types Iris et Mercure, ces derniers pouvant être surchargés « RF » pour le stock déjà imprimé avec la légende « POSTES FRANÇAISES », auxquels viennent s’ajouter le Coq et la Marianne d'Alger du CFLN émis avec la libération de la Corse ainsi que les séries Arc de Triomphe des États-Unis arrivant en France avec le débarquement de Normandie.
| Valeur faciale | Couleur      | Émission   | Retrait    | Commande initiale | Tirage final             |
| -------------- | ------------ | ---------- | ---------- | ----------------- | ------------------------ |
| 10 c           | bleu         | 09/07/1945 | 17/08/1946 |                   | 25 000 000               |
| 30 c           | bistre       | 07/04/1945 | 17/08/1946 |                   | 25 000 000               |
| 40 c           | bleu-noir    | 17/03/1945 | 17/08/1946 |                   | 50 000 000               |
| 50 c           | vermillon    | 17/03/1945 | 17/08/1946 | 150 000 000       | 25 000 000 ou 75 000 000 |
| 60 c           | bleu-gris    | 17/03/1945 | 17/08/1946 | 50 000 000        | 25 000 000               |
| 70 c           | brun-violet  | 07/04/1945 | 17/08/1946 |                   | 25 000 000               |
| 80 c           | vert foncé   | 17/03/1945 | 17/08/1946 | 25 000 000        | 25 000 000               |
| 1 F            | lilas        | 17/03/1945 | 17/08/1946 | 75 000 000        | 75 000 000               |
| 1,20 F         | noir-olive   | 17/03/1945 | 17/08/1946 | 25 000 000        | 25 000 000               |
| 1,50 F         | rose         | 16/09/1944 | 17/08/1946 | 500 000 000       | 250 000 000              |
| 2 F            | brun         | 17/03/1945 | 17/08/1946 | 75 000 000        | 37 700 000               |
| 2,40 F         | rouge        | 17/03/1945 | 17/08/1946 | 25 000 000        | 25 000 000               |
| 3 F            | vert-olive   | 17/03/1945 | 17/08/1946 |                   | 25 000 000               |
| 4 F            | outremer     | 17/03/1945 | 17/08/1946 | 25 000 000        | 12 700 000               |
| 4,50 F         | gris foncé   | 07/04/1945 | 17/08/1946 | 25 000 000        | 12 700 000               |
| 5 F            | orange       | 07/04/1945 | 17/08/1946 | 50 000 000        | 25 000 000               |
| 10 F           | vert clair   | 07/04/1945 | 17/08/1946 |                   | 20 000 000 ou 25 000 000 |
| 15 F           | lie-de-vin   | 07/04/1945 | 17/08/1946 |                   | 10 200 000               |
| 20 F           | brun-orange  | 09/07/1945 | 17/08/1946 |                   | 5 200 000 ou 10 200 000  |
| 50 F           | violet foncé | 15/11/1945 | 15/11/1947 |                   | 5 000 000 ou 5 500 000   |

À l'occasion de la Libération de Paris, un bloc-feuillet de quatre Marianne de Dulac à 2,40 francs portant en légende la mention « LIBERATION de PARIS - 25-8-1944 » est imprimé mais non émis.

### Retrait et intérêt philatélique
Si le 50 francs est vendu jusqu'au 15 novembre 1947, les autres valeurs sont retirées de la vente le 17 août 1946 sans être pour autant démonétisées. Charles de Gaulle, à l'origine du projet de Dulac, démissionne de la tête du Gouvernement provisoire de la République française le 20 janvier 1946, ce qui n'est peut-être pas étranger à l'abandon du timbre et, pour la série suivante (Marianne de Gandon), la croix de Lorraine a disparu.
La série rencontre dès sa sortie du succès auprès des philatélistes, en raison de la finesse de son impression permise par la taille-douce (une première pour un timbre français d'usage courant) qui tranche avec les autres séries de timbres d'usage courant en service au même moment, imprimées en typographie ou en lithographie : la Marianne de Dulac est une « réussite esthétique mais cette dernière se double aussi d’une réussite technique ». Les timbres de cette série, très courants à l'état neuf et donc financièrement très accessibles pour les collectionneurs, sont rares oblitérés sur lettres postées avant la date de leur retrait de vente : de tels plis sont très recherchés.

## Autres utilisations du dessin d'Edmond Dulac

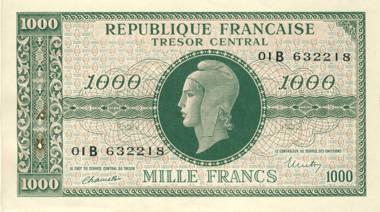
Billet Marianne de Dulac de 1000 francs.

L'effigie dessinée par Dulac figure également sur un billet de banque de 100 francs en circulation en Corse libérée (1943) — il est repris sur un timbre postal de Saint-Pierre-et-Miquelon en 1991 —, une série de billets de banque émis par la Caisse centrale de la France d'outre-mer (1943-1944), trois billets de 500, 1 000 et 5 000 francs destinés à la France métropolitaine (1945), l'ensemble étant imprimé par Bradbury Wilkinson and Company à Londres, sur une série de timbres postaux de quatorze colonies, fortement surtaxés au profit de l'Entraide française (1944), et sur des timbres fiscaux des colonies,,.

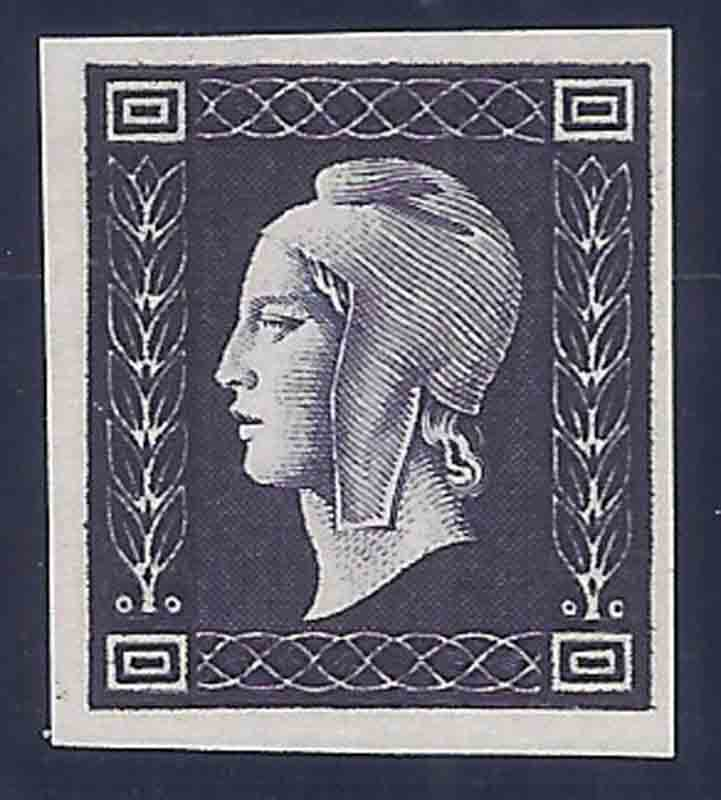
Essai de la Marianne de Paris.

Devant l'excellent accueil réservé à la Marianne de Dulac en raison de ses qualités esthétiques, l'Atelier général du timbre de Paris réalise, de mai à juillet 1948, des essais de fabrication d'un timbre d'usage courant gravé en taille-douce par Charles Mazelin et reprenant l'essentiel du dessin de Dulac. Bien que l'Atelier dispose du savoir-faire requis, il n'est pas en mesure d'imprimer de manière convenable la quantité de timbres nécessaire ; les résultats ne sont pas probants et le prix de revient demeure élevé. Le projet de la Marianne de Paris est donc abandonné.
La même année, le timbre de Dulac est utilisé, avec l'autorisation de l'administration postale, pour illustrer les 500 exemplaires d'un feuillet de propagande pour une exposition philatélique à Fréjus. La Marianne figure au centre du document ; le timbre, fictif, est rouge et sa valeur faciale est de « 0 ».
En 1994, la Journée du timbre (12 et 13 mars) est consacrée à la Marianne de Dulac. Son dessin est repris sur un timbre sur timbre en feuilles de cinquante timbres et en carnets de sept timbres (quatre timbres à 2,80 francs et trois timbres à 2,80 + 0,60 francs) dentelés 13. Elle est gravée en taille-douce par Claude Jumelet.
Le 14 novembre 2005, la Marianne de Dulac est reprise pour le 60e anniversaire de son émission. Elle figure en cinq exemplaires de format légèrement plus petit que l'original (20 × 26 mm, format des timbres d'usage courant de la même époque) et d'une valeur faciale de 0,53 € dans un carnet de timbres autocollants avec cinq exemplaires de la Marianne des Français. La Marianne de Dulac de 2005 est gravée en taille-douce par Jacky Larrivière.
Le 70e anniversaire de la Libération est marqué par l'émission, à l'occasion du 69e Salon philatélique d'automne (du 5 au 8 novembre 2015), d'un bloc-feuillet rassemblant, entre autres timbres, six Marianne de Dulac gravées en taille-douce par Elsa Catelin et six Marianne de Gandon, d'une valeur faciale unitaire de 1 €.
En 2025 la Marianne de Dulac a 80 ans. À cette occasion, dans le cadre de la 8e biennale philatélique de Paris (27 au 29 mars), La Poste émet un bloc-feuillet comportant quatre exemplaires du timbre, deux d'une valeur faciale de 2 € et deux d'une valeur faciale de 4 €. L'impression se fait cette fois en typographie à partir des poinçons de 2015.